# Коваленко, Александр Анатольевич (футболист, 1971)
Александр Анатольевич Коваленко (укр. Олександр Анатолійович Коваленко; 5 сентября 1971) — советский и украинский футболист, вратарь.

## Игровая карьера
Воспитанник харьковской ДЮСШ. Во взрослом футболе дебютировал в 1988 году в львовской команде СКА «Карпаты», затем два сезона играл в Дрогобыче за созданную на базе армейской команды «Галичину».
В высшей лиге чемпионата Украины играл в командах «Металлист» (Харьков), «Торпедо» (Запорожье) и СК «Николаев». Всего — 13 матчей. Дебют 16 апреля 1992, «Волинь» (Луцк) — «Металлист», 3:1.